# Kaiya
Kaiya es un género de arañas araneomorfas de la familia Gradungulidae. Se encuentra en Australia.

## Lista de especies
Según The World Spider Catalog 11.5:
- Kaiya bemboka Gray, 1987
- Kaiya brindabella (Moran, 1985)
- Kaiya parnabyi Gray, 1987
- Kaiya terama Gray, 1987